# História de Guadalupe

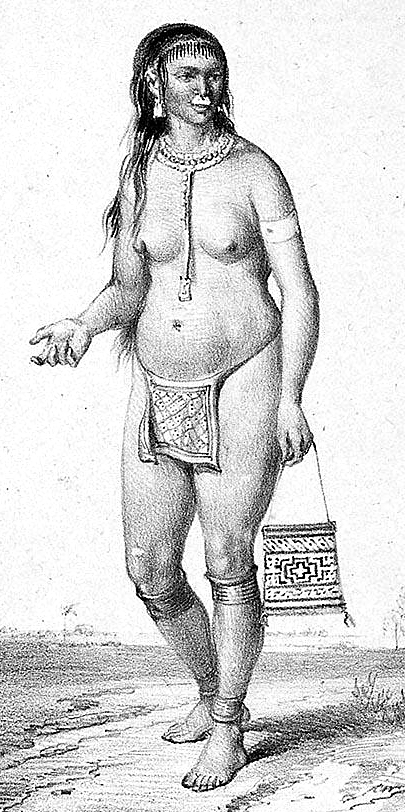
Mulher arawak usando kweyou, espécie de tanga tecida com sementes, adornos, destacando-se uma placa de prata no nariz (gravura de 1839, por P.J. Benoît). O povo Aruaque é amplamente considerado o antepassado indígena do Guadalupe, antes das expedições marítimas de Cristóvão Colombo.

A História de Guadalupe é uma série da estudos que compreende as origens de Guadalupe. 
O povo guadalupense moderno é descendente direto dos povos Aruaques, datados do século XV a.C.. Época em que os primeiros colonos se estabeleceram na atual região do arquipélago francês. A ilha foi chamado de "Karukera" (A ilha de belas águas) pelos Aruaques. Arqueólogos sugerem que entre 800 e 1000 d.C. a desertificação e a seca expansão de dunas de areia em Guadalupe levou a um período sem habitação activa baseada na escassez de restos do período; este período coincide historicamente com as secas e o subseqüente colapso das civilizações maias na Mesoamérica.
Durante o século XVII os caraíbas lutaram contra os colonizadores espanhóis e os repeliram. 
Guadalupe foi descoberta por Cristóvão Colombo, em sua segunda viagem a região do Caribe em 14 de Novembro de 1493. 
A Revolução Francesa também causou tumulto político e o controle de Guadalupe mudou de mãos algumas vezes, incluindo 1789 e 1792. A escravidão foi abolida pelo governador Victor Hughes durante este tempo tumultuado. Guadalupe experimentou os efeitos do Reino do Terror 1794-1798.
Tornou-se colónia francesa em 1635. É um departamento ultramarino francês desde 1946.
Em 15 de Julho 2007, a ilha comunas de São Martinho e São Bartolomeu foram oficialmente separada do Guadalupe e tornaram-se duas comunas francesas oficiais com sua própria administração local. A população total foi 35.930 e sua área de terra combinado foi de 74,2 km² no censo de 1999. Guadalupe, assim, perdeu 8,5 por cento de sua população e de 4,4 por cento de sua área terrestre.